# 飯田義隆
飯田義隆（いいだ　よしたか、1980年12月5日 - ）はセパタクロー日本代表選手、ポジションはサーバー。

## 経歴
横浜市立金沢中学校、神奈川県立氷取沢高等学校、亜細亜大学卒業。
幼少時、兄の影響を受けサッカーを始める。中学入学時、100名近い応募者の中から日産FC（現・横浜F・マリノス）Jrユースセレクションに合格。Jrユースチームに加入するも途中、方向性の違いから地元中学のサッカー部に転部。高校でもチームの中心選手として活躍。亜細亜大学入学時、同大学において当時コーチを務めていた日本代表エースアタッカーである寺本進とセパタクローに出会う。
全日本学生選手権において優勝を飾るなど期待のホープとして成長し、2002年アジア競技大会（韓国・釜山）にてセパタクロー日本代表チーム最年少として選出、銅メダル獲得に貢献。2006年アジア競技大会（カタール・ドーハ）においても日本代表の中心選手として選出され、2010年アジア競技大会（広州） チーム戦銅メダルを獲得。
2011年の世界選手権を機に代表を引退し、代表コーチ就任。
セパタクロー日本代表・山田昌寛は高校サッカー部時代の後輩である。また、お笑いコンビ・フルーツポンチの亘健太郎とは中学時代の同級生である。